# Scoparia australialis
Scoparia australialis là một loài bướm đêm trong họ Crambidae.